# Свети Атанасий (Сливие)
Вижте пояснителната страница за други значения на Свети Атанасий.
„Свети Атанасий“ (на македонска литературна норма: „Свети Атанасиј“) е православна църква в прилепското село Сливие, Северна Македония. Църквата е под управлението на Преспанско-Пелагонийската епархия на Македонската православна църква. Тя е главната и единствена селска църква на Сливие.

## География
Църквата е разположена на възвишение в най-северния край на селото.

## История и архитектура
Сградата на църквата е с правоъгълна основа с полукръгла апсида от източната страна. Входът е разположен от западната страна и над него има ниша със стенопис в лошо състояние. От южната страна има прозорец и друга ниша с повреден повреден стенопис. Цялото съоръжение е боядисано в бяло и е покрито с керемиден покрив.
В двора на църквата се намират камбанарията, помощна сграда и селското гробище. Камбанарията има квадратна основа и се издига непосредствено от дясната страна пред входа на църквата. В горната си част е отворена от всички страни. Изградена е от бетонни тухли и е покрита с нисък пирамидален ламаринен покрив.

## Галерия
- Поглед към църквата
- Входът на църквата
- Нишата над входа
- Апсидата
- Камбанарията
- Помошният обект
- Селските гробища